# Нигматуллин, Эльбрус Хамитович
Эльбрус Хамитович Нигматуллин (баш. Эльбрус Хәмит улы Ниғмәтуллин; 30 марта 1974, деревня Чубары, Аргаяшский район, Челябинская область, РСФСР, СССР) — российский спортсмен, актёр, общественный и политический деятель.
Мастер спорта по пауэрлифтингу и армрестлингу, финалист соревнования «Самый сильный человек планеты» 2005 года (10 место), четырёхкратный победитель турнира «Самый сильный человек России». Установил несколько рекордов, занесённых в Книгу рекордов Гиннеса.

## Биография
Эльбрус Хамитович Нигматуллин родился 30 марта 1974 года в деревне Чубары Аргаяшского района Челябинской области в многодетной семье. Отец Эльбруса занимался борьбой куреш (борьба на поясах), физически был очень сильным человеком. Это и повлияло на увлечение сына — с 12 лет Эльбрус занимается спортом. Сначала был баскетбол, единоборства, тяжелая атлетика. Тогда не было ни армрестлинга, ни пауэрлифтинга. В 13 лет во дворе своего дома соорудил тренажерный зал из подручных материалов: запчастей и металлолома. Тренировался Эльбрус сам — главными тренерами были спортивные газеты, журналы. Тогда начались и первые победы — на сабантуе победил взрослого мужчину, который много лет был чемпионом. В 1991 г. переезжает в Челябинск.

### Спортивная карьера
Профессионально занимается силовыми видами спорта: с 1995 по 2001 годы — тяжелой атлетикой, пауэрлифтингом, армреслингом, с 2001 года — силовым экстримом.
Спортивные достижения в 1991—2001 гг.:
- победитель первенства России по силовому шестиборью (1994, с. Миасское Красноармейского р-на Челябинской обл.);
- победитель Первых Всероссийских сельских спортивных игр в перетягивании каната в составе команды Челябинской обл. (категория свыше 120 кг) (1995, с. Городище Волгоградской обл.);
- чемпион России по пауэрлифтингу среди юниоров в весовой категории до 110 кг (1997, Рузаевка);
- вице-чемпион (1999, Шатура), чемпион России по армреслингу (2000, Челябинск) (вес свыше 110 кг).

Мастер спорта РФ по пауэрлифтингу (1997) и армреслингу (2000).
В 2001 г. перешёл в силовой экстрим. В этом же году стал победителем Всероссийского турнира силачей на призы компании «Толстяк» (Москва) и турнира «Титаны Урала» (Екатеринбург).
Участник международных турниров серии «Богатырские игры» на Украине с 2002 по 2005 гг. Лучшие результаты:
- бронзовый призёр в командном турнире Украина-Россия-Шотландия (2003, Киев);
- серебряный призёр в командном турнире Украина-Россия (2003, Севастополь);
- бронзовый призёр «Кубка Василия» (2005, Ивано-Франковск).

С 2004 г. принимает участие в турнирах Гран-при Супер Серии по стронгмену. Лучшие результаты:
- 3 (4)-е место — 2005, (Мальборк, Польша);
- 10 место на Чемпионате Европы (IFSA);
- серебряный призёр — 2006 (Москва, Россия);

С 2005 по 2008 годы принимает участие в турнире «Самый сильный человек планеты». Лучшие результаты:
- В 2005 г. — вице-чемпион мира по стронгмену в парах (в паре с М. Кокляевым) (Познань, Польша).

С 2005 г. — участник этапов серии турниров «World Strongman Cup». Лучшие результаты:
- бронзовый призёр 8-го этапа 2005 г. (Ханты-Мансийск, Россия) и 1-го (Рига, Латвия), 3-го (Минск, Беларусь), 5-го (Москва, Россия) этапов в 2006 г.,
- серебряный призёр 8-го этапа 2006 г. (Подольск, Россия).

В России в 2004—2005 гг. участвовал в финалах турнира «Самый сильный человек России», организованных Профессиональной лигой силового экстрима (экс-президент В. Турчинский). В 2004 г. стал бронзовым призёром, в 2005 г. — серебряный призёр этого турнира.
В 2006—2008 гг. трижды становился победителем турнира силачей «Богатырь Байкала» (Иркутск).
Рекордсмен России в тяге транспортных средств: тяге сцепки из двух автобусов (29 мая 2006 г., Челябинск) — 29,4 тн на 10 м, тяге речного сухогруза «Нагатино» весом 760 тонн на 20 м (10 октября 2009 г. г. Уфа, р. Агидель). Его предыдущий рекорд по тяге речного судна (17 октября 2006 г., Москва-река, т/х «Иван Калита») — 186 тн на 10 м.
Помимо участия в спортивных соревнованиях известен как спортивный организатор и тренер:
- один из основателей и первый президент Федерации армреслинга Челябинской обл. (1999—2002 гг.);
- вице-президент Федерации сильнейших атлетов России (Москва, с 2004 г.),
- основатель и руководитель спортивной школы силового экстрима «ElbrusTeam» (с 2005 г.),
- соучредитель Федерации борьбы на поясах (куреш) Челябинской обл. (2007 г.).

Под его руководством в Челябинске начинали заниматься стронгменом такие атлеты, как Дмитрий Кононец, Михаил Кокляев, Алексей Серебряков.

Принимает участие в национальном общественном движении:
- член исполкома Курултая башкир Челябинска (с 1999 г.);
- член исполкома Курултая башкир Челябинской обл. (с 2005 г.);
- с 2007 г. является заместителем полномочного представителя Президента Республики Башкортостан по Челябинской, Курганской и Тюменской областям. Поддерживает отношения с представителями башкирских диаспор в регионах России, ближнем и дальнем зарубежье.

С 2005 г. занимается общественно-политической деятельностью:
- член Совета по национальной политике партии «Родина» (2005—2007 гг.), избирался депутатом Законодательного Собрания Челябинской области по списку партии «Родина» (2005 г.), сложил полномочия в 2006 г.;
- с 2007 г. — сопредседатель Молодёжного общероссийского движения «Победа», член Совета по национальной политике партии «Справедливая Россия», вышел из партии 24 августа 2011 года[5]
- член Молодёжной общественной палаты РФ (с 2006 г.),
- член попечительского совета Челябинского регионального благотворительного фонда «Теплый дом» (с 2006 г.).

### Актёрская карьера
Получил известность как исполнитель роли национального героя Салавата Юлаева в историко-документальном фильме «Я не умер, башкиры!». Также снимался в телесериале «Жёлтый дракон» в роли мастера восточных единоборств.